# هيروز (فنون القتال المختلطة)
هيروز (بالإنجليزية: Hero's)‏ كانت منظمة يابانية للترويج لفنون القتال المختلطة تديره مجموعة القتال والترفيه، الكيان الأم وراء منظمة الكيك بوكسينغ كيه-1.